# Lasionycta discolor
Lasionycta discolor là một loài bướm đêm thuộc họ Noctuidae. Nó xuất hiện ở Dãy núi Rocky của Colorado và trên cao nguyên Beartooth ở Wyoming.
Chúng bay trên lãnh nguyên núi cao vào cả ban ngày và ban đêm
Con trưởng thành bay vào cuối tháng 7.